# Hochstift Eichstätt
Hochstift Eichstätt war die Bezeichnung für das von den Bischöfen von Eichstätt in ihrer Eigenschaft als Reichsfürsten beherrschte Territorium des Heiligen Römischen Reiches, wie es sich seit dem 13. Jahrhundert herausgebildet hatte. Das Hochstift umfasste nur ein Drittel des Diözesangebietes.

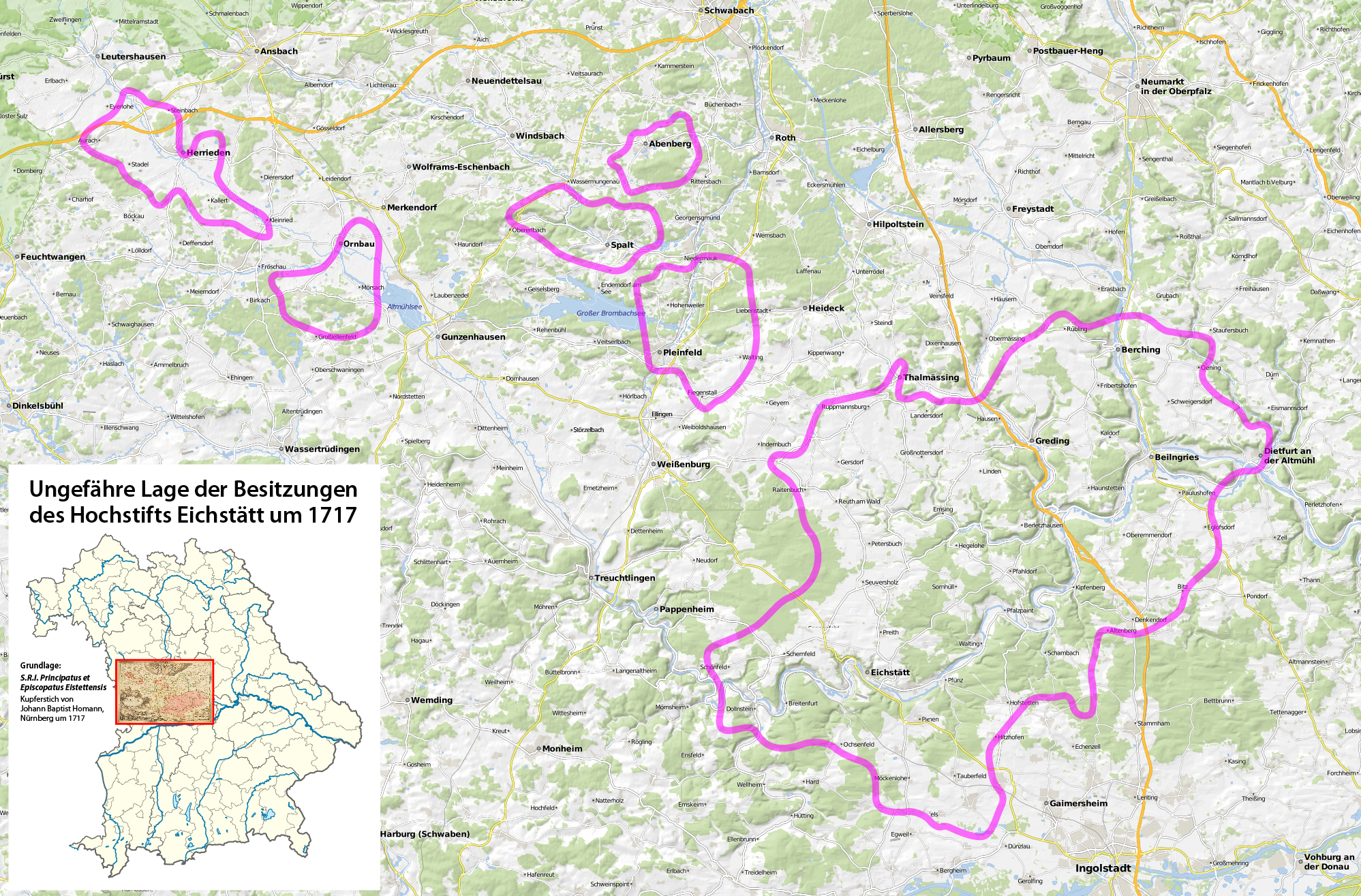
Karte der ungefähren Lage des Hochstifts Eichstätt um 1717

## Räumliche Ausdehnung

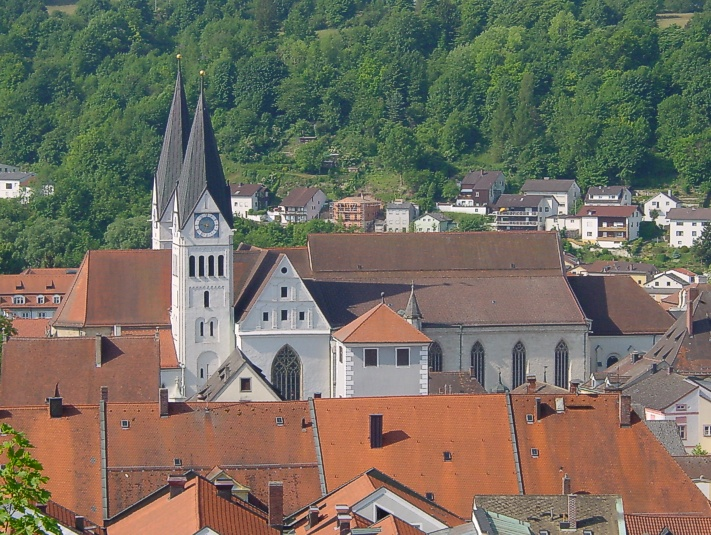
Dom zu Eichstätt, Gründung als Missionskloster 741 durch den ersten Bischof, den hl. Willibald

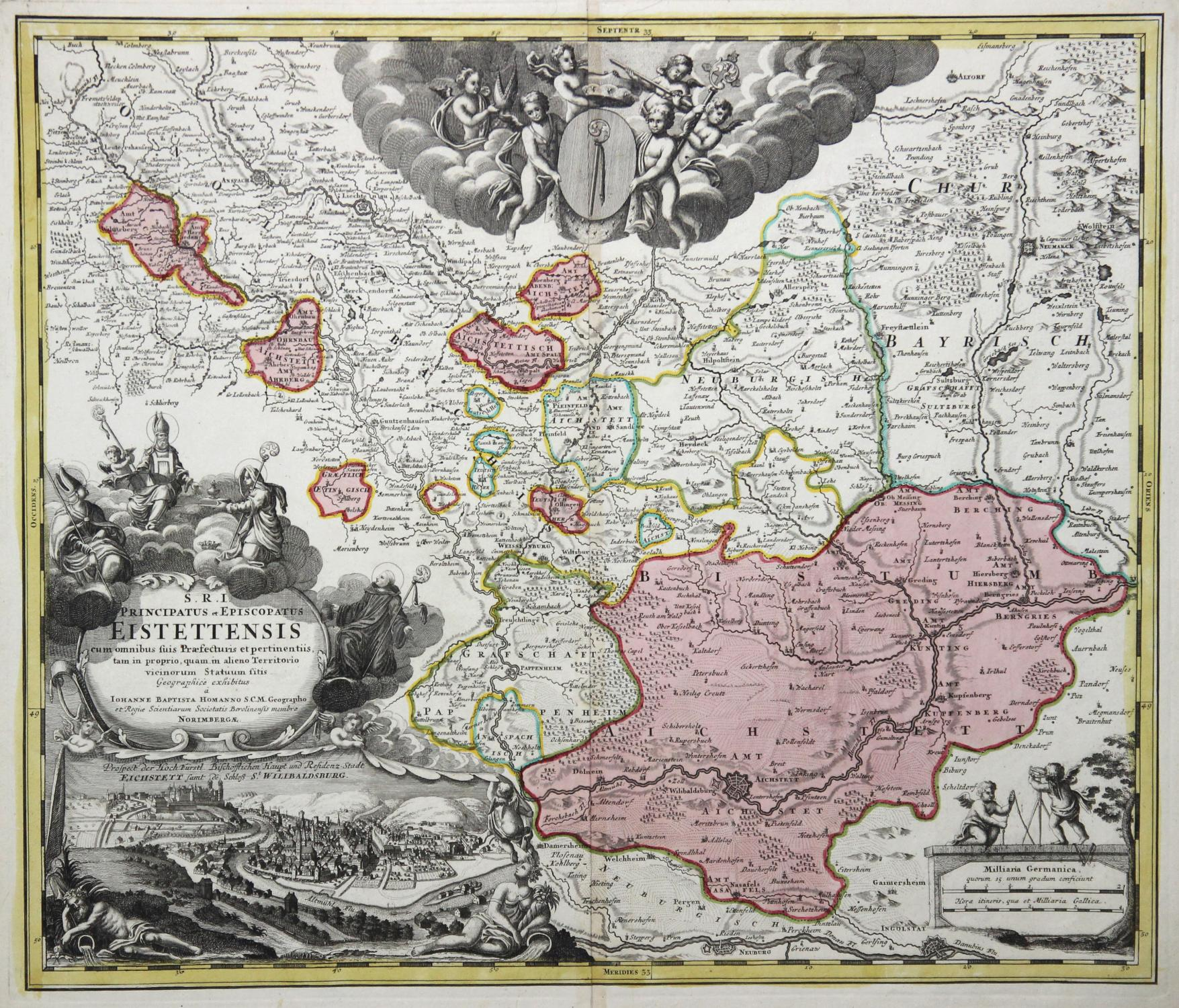
Karte des Hochstifts Eichstätt um 1717

Das „Mittel- und Unterstift“ war ein weitgehend zusammenhängendes Territorium an der Altmühl um die Bischofsstadt selbst mit den Landstädten Beilngries, Berching und Greding. Das Hochstift grenzte dort an die Oberpfalz, an Bayern, an Pfalz-Neuburg, an die Herrschaft Pappenheim und das Fürstentum Ansbach. Das „Obere Stift“ umfasste verschiedene kleinere Territorien im heutigen Mittelfranken (vor allem um Herrieden, Ornbau, Spalt, Abenberg und Pleinfeld). Das gesamte Hochstift zählte nach der Reformation auf 1100 km² etwa 58.000 katholische Einwohner. Vor der Säkularisation im Jahr 1802 betrugen die Einkünfte der Kammerkasse 135.000 Gulden. Es gehörte zu den territorial kleinsten und wirtschaftlich eher unbedeutenden Hochstiften innerhalb des Heiligen Römischen Reiches deutscher Nation.

## Geschichte
740 war der angelsächsische Mönch Willibald nach Eichstätt gekommen und dort von Bonifatius zum Priester geweiht worden. 741 empfing Willibald in Sülzenbrücken bei Erfurt durch Bonifatius die Bischofsweihe. Bald darauf kehrte er nach Eichstätt zurück. Die Bischofsweihe und die endgültige Niederlassung in Eichstätt markierten die Anfänge des Bistums Eichstätt.
1305 starb das Geschlecht der Grafen von Hirschberg aus, die die Vogteirechte über das Gebiet des Hochstifts innehatten. Die überkommenen Vogteirechte sowie auch ein Großteil des Hirschberger Erbes fielen nach einer Regelung im Gaimersheimer Vertrag mit dem Bayernherzog Rudolf von 1305 an die Eichstätter Bischöfe. Der Fürstbischof gewann damit ein zusammenhängendes Territorium. Als Reichsfürst saß er im Reichsfürstenrat zwischen den Bischöfen von Worms und Speyer.
Zwischen 1351 und 1365 errichtete der Kanzler Kaiser Karls IV. und Bischof von Eichstätt Berthold von Zollern die Willibaldsburg, bis 1725 war sie Bischofsresidenz. Im Jahr 1440 verkauften die Herren von Heideck die Burg und den Markt Dollnstein an das Hochstift. Unter Bischof Wilhelm von Reichenau (reg. 1464–1496) wurden die Befestigungsanlagen zahlreicher Städte im Gebiet des Hochstifts erneuert. Die Bauern gerieten infolge der hohen Belastung durch Abgaben und Frondienste wirtschaftlich immer mehr unter Druck. Der humanistisch gebildete Fürstbischof Gabriel von Eyb (reg. 1496–1535) bemühte sich am Vorabend der Reformation um Reformen im Hochstift. Das Hochstift Eichstätt wurde 1500 Teil des neuen Fränkischen Reichskreises. Trotzdem kam es 1525 zu einem vom Fürstbischof niedergeschlagenen Aufstand im Bauernkrieg. Die Reformation fand in dieser Zeit in mehr als der Hälfte des Bistumsgebietes Eingang und führte zur Auflösung zahlreicher Klöster; Eyb konnte den Einzug der Reformation in sein weltliches Gebiet, das Hochstift, aber verhindern.
Fürstbischof Johann Christoph von Westerstetten (reg. 1612–1637) berief 1614 die Jesuiten nach Eichstätt. 1617 führte er das Bistum der Katholischen Liga zu, betrieb energisch die Gegenreformation und konnte die Hälfte der protestantisch gewordenen Gebiete seines Bistums rekatholisieren. In seiner Amtszeit nahm die Hexenverfolgung im Hochstift Eichstätt die größten Ausmaße an. Auch in Ellwangen, in welchem von Westerstetten Fürstprobst war, erreichten die Hexenprozesse in Ellwangen unter seiner Regentschaft ihren Höhepunkt.

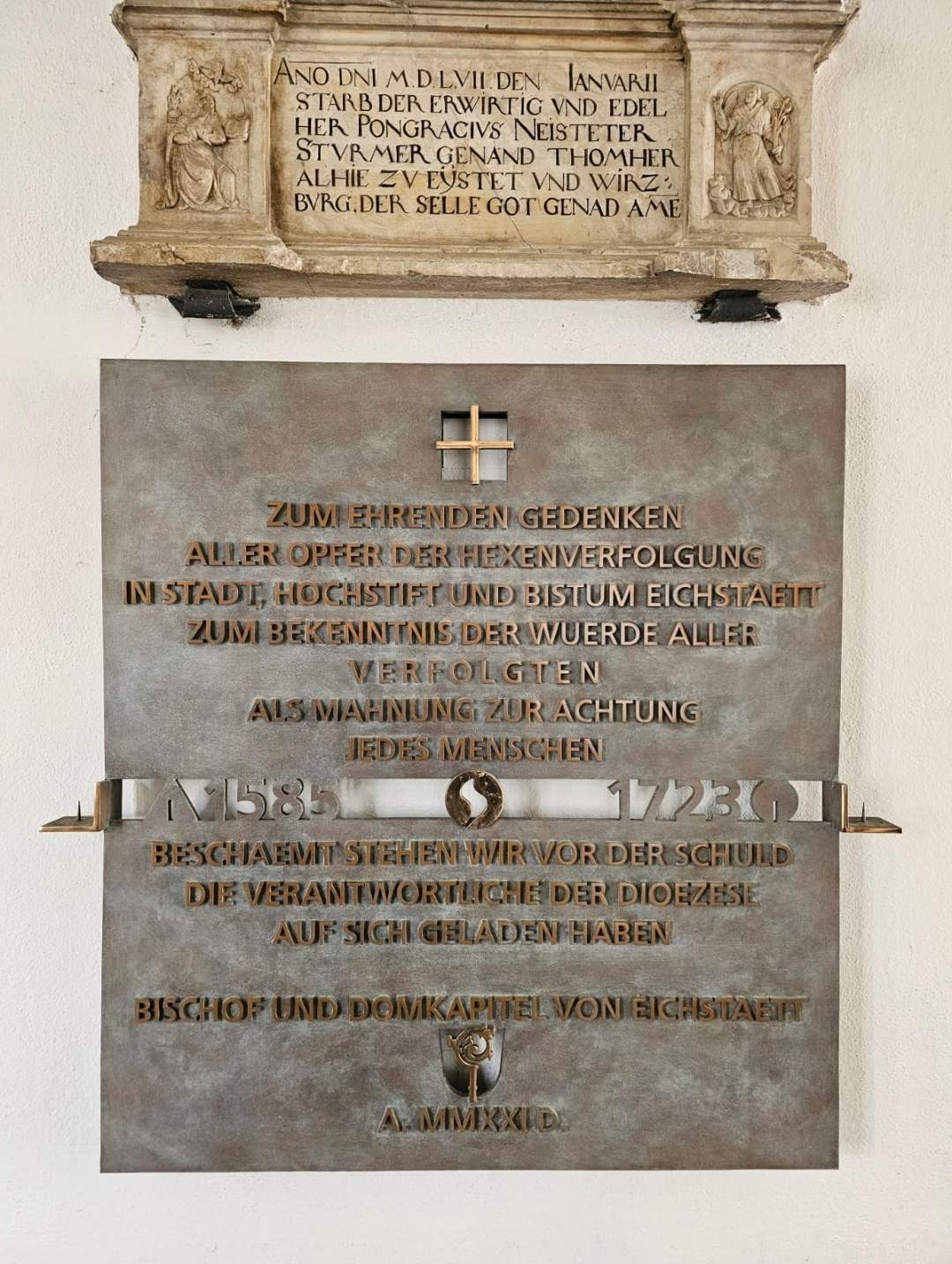
Gedenktafel im Dom Mariä Himmelfahrt in Eichstätt

Von 1613 bis 1630 sind in Eichstätt mindestens 199 Hexenprozesse und 176 Hinrichtungen von 150 Frauen und 26 Männern wegen Hexerei nachweisbar. Schon bei Zeitgenossen galt er deshalb als einer der berüchtigten fränkischen Hexenbischöfe.
Neben den jeweiligen Bischöfen betrieben vor allem die Jesuiten und Kapuziner den Wiederaufbau des katholischen Lebens. Nicht nur in Eichstätt, sondern in weiten Bereichen des Bistums entstand eine neue Form barocker Religiosität, die in reger Bautätigkeit ihren Niederschlag fand.
Unter Marquard II. Schenk von Castell begann ab 1637 der innere und äußere Wiederaufbau der Stadt und des Hochstiftes Eichstätt nach den Zerstörungen des Schwedenkriegs. Es war auch der Beginn der Umgestaltung Eichstätts zur Barockstadt vornehmlich durch Baumeister und Stuckateure aus Graubünden. Schenk von Castell reorganisierte das Hochstift und brachte durch Zölle und Steuern Ordnung in die zerrütteten Finanzen. Johann Martin von Eyb (reg. 1697/1698–1704) gab mit den „Puncta synodalia“ neue Richtlinien für die Seelsorge heraus und ließ das Heilig-Geist-Spital wiederaufbauen. Fürstbischof Johann Anton III. Freiherr von Zehmen führte 1781 eine aufgeklärte Reform im Hochstift Eichstätt durch, die den Abbau der Staatsschulden umfasste, die Verbesserung der Verwaltung zum Ziel hatte sowie Industrie und Landwirtschaft effektiver gestaltete. Er reformierte die Armenfürsorge und das Schulwesen und führte eine Brandschutzversicherung ein. In seiner Regierungszeit gab es zwei große Herausforderungen: das Zehmsche Reformprogramm und die Illuminaten in Eichstätt.
Letzter Fürstbischof war Joseph Graf von Stubenberg (reg. 1790–1824) unter seiner Herrschaft wurde 1802 das Hochstift von Bayern säkularisiert, der größte Teil noch in demselben Jahr an den Großherzog von Toskana Ferdinand III., den künftigen Kurfürsten von Salzburg, abgetreten. 1805 kam Eichstätt im Preßburger Frieden wieder an Bayern. In den Jahren 1803 bis 1807 wurden die Klöster sowie die 1216 dort gegründete Deutsch-Ordenskommende aufgehoben. Von 1808 bis 1810 war Eichstätt Hauptstadt des Altmühl-, bis 1814 des Oberdonaukreises, von 1817 bis 1833 Residenz Eugène de Beauharnais’, des Herzogs von Leuchtenberg und Fürsten zu Eichstätt.

## Fürstliche Residenzen

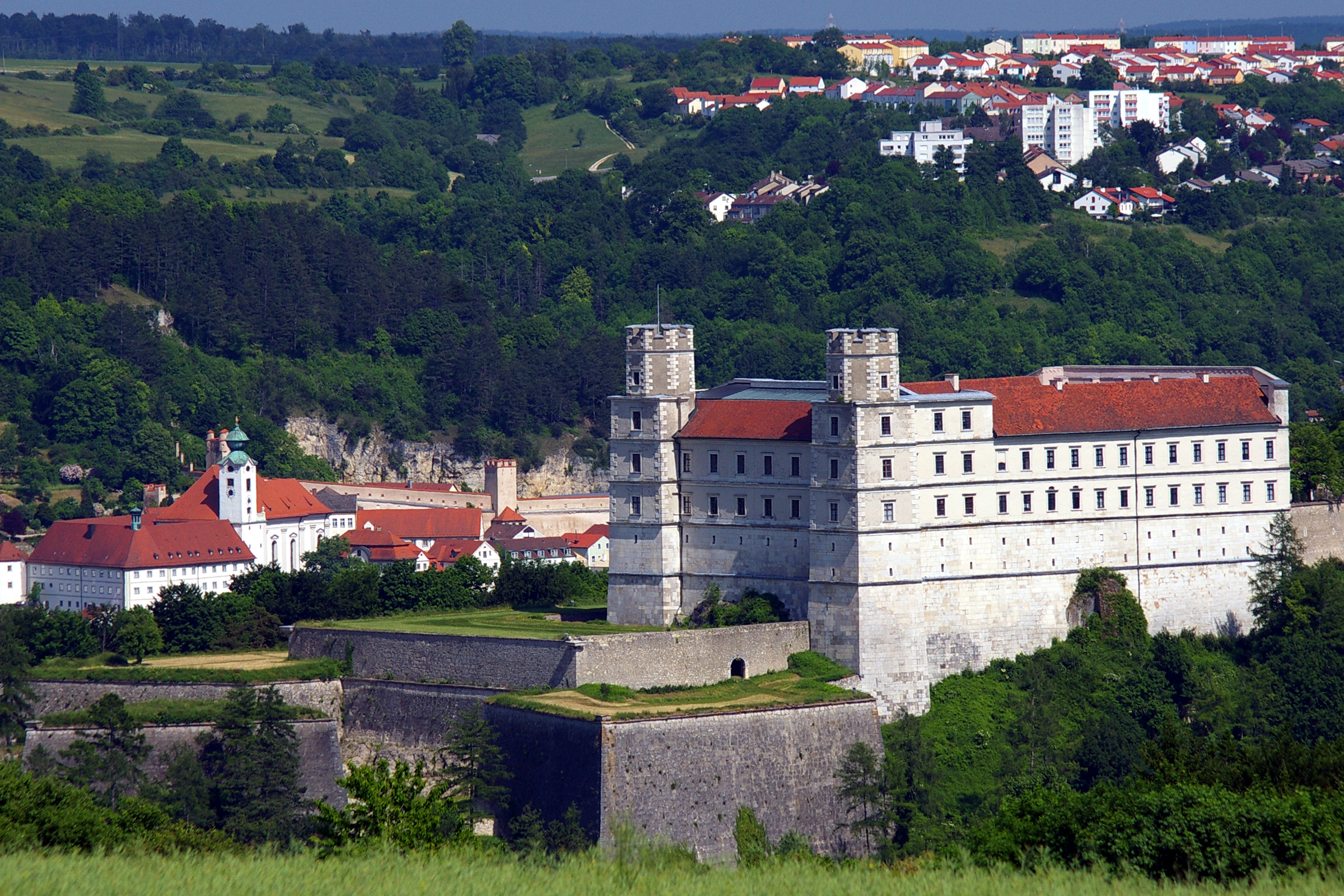
Die Eichstätter Willibaldsburg, 1360 bis 1725 Bischofsresidenz
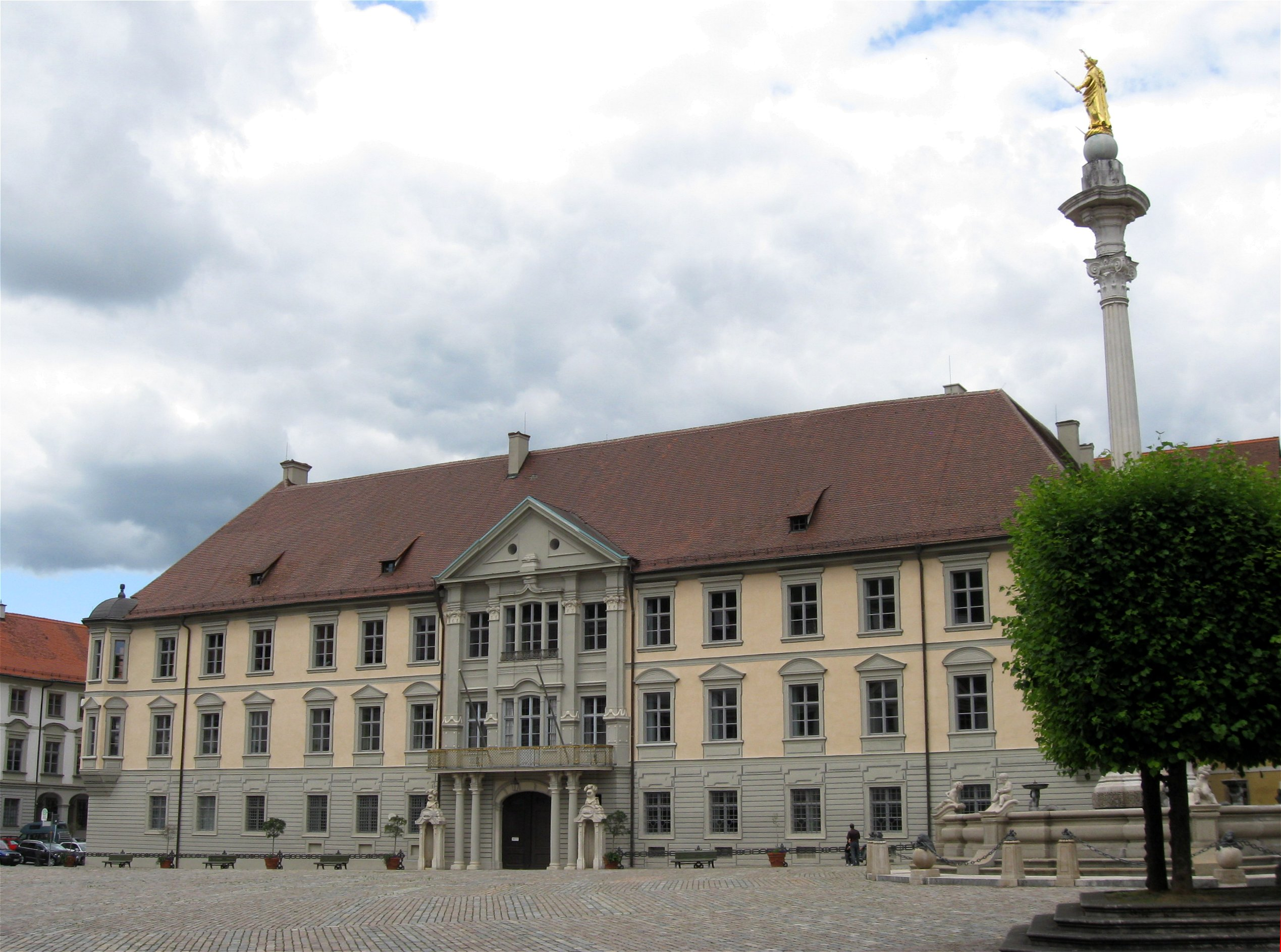
Residenz in Eichstätt, Bischofssitz ab 1725
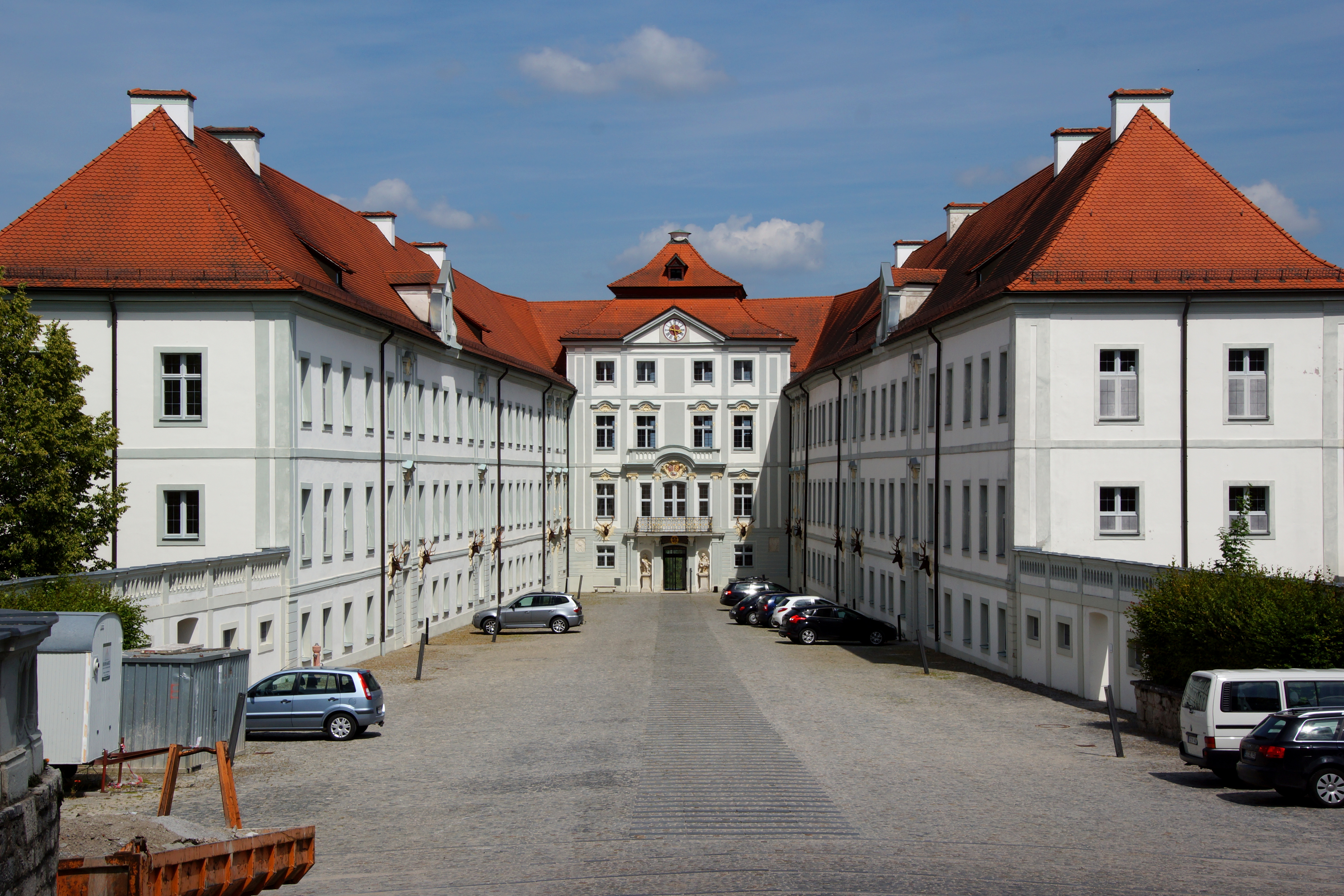
Schloss Hirschberg im Altmühltal, ab 1305 Zweitresidenz
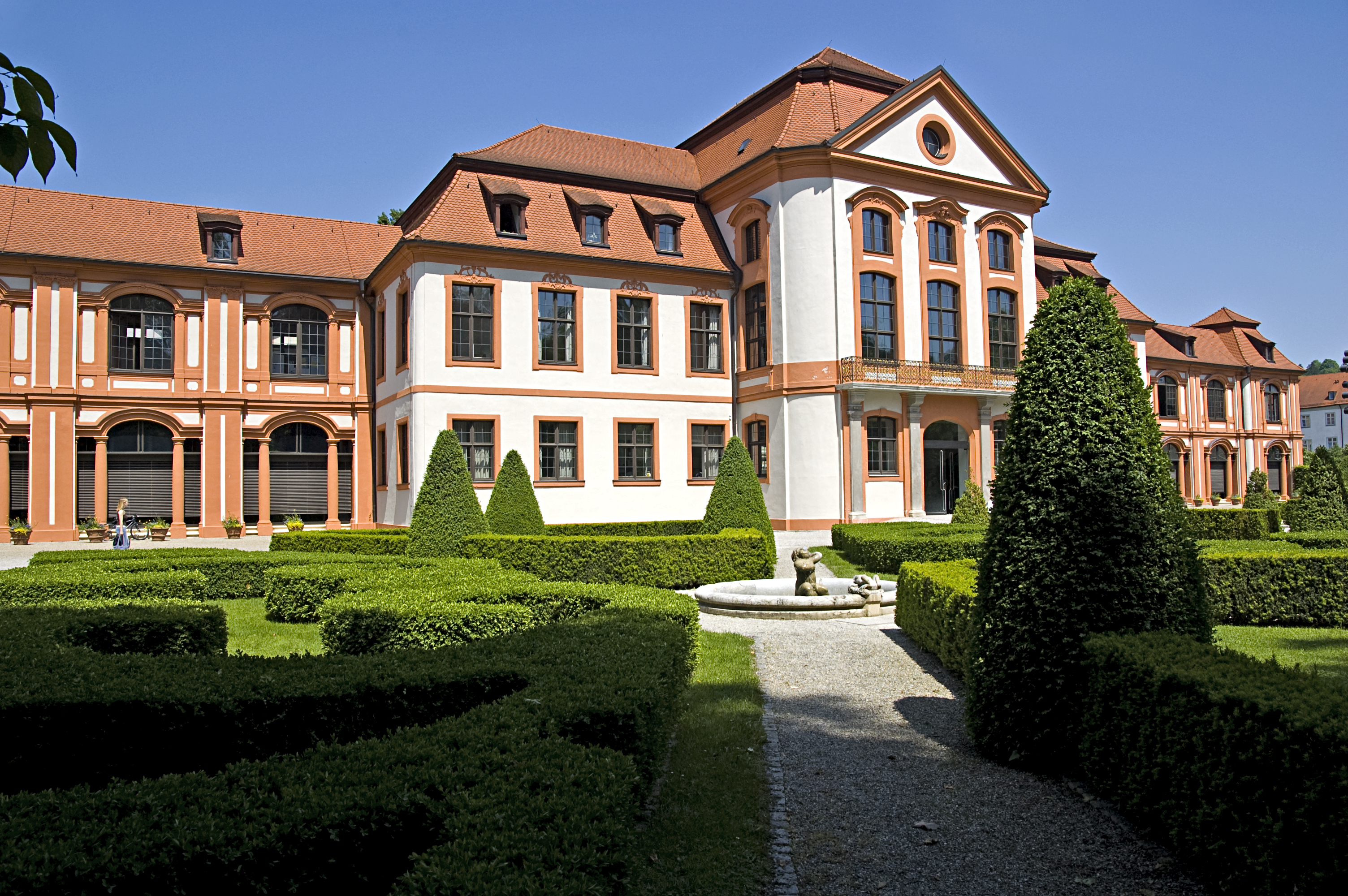
Sommerresidenz in Eichstätt